# 關渡自然公園
25°07′08.8″N 121°28′15.3″E / 25.119111°N 121.470917°E
關渡自然公園 （英文：Guandu Nature Park）位在淡水河與基隆河匯流處東岸關渡堤防內，為一個具有保育、教育、研究等多功能的自然公園，亦為臺北市轄內的濕地環境與候鳥棲地，亦是關渡平原1的一部份。
關渡堤防外的泥灘地於1986年公告為「關渡自然保留區」（英文：Guandu Nature Reserve），2021年因紅樹林長年擴張與陸化造成水鳥棲息縮小與恐引發洪患而公告廢止，但原關渡自然保留區與關渡自然公園之範圍，仍為淡水河流域重要濕地(國家級)之一部分「關渡重要濕地」
。

## 源起與歷史

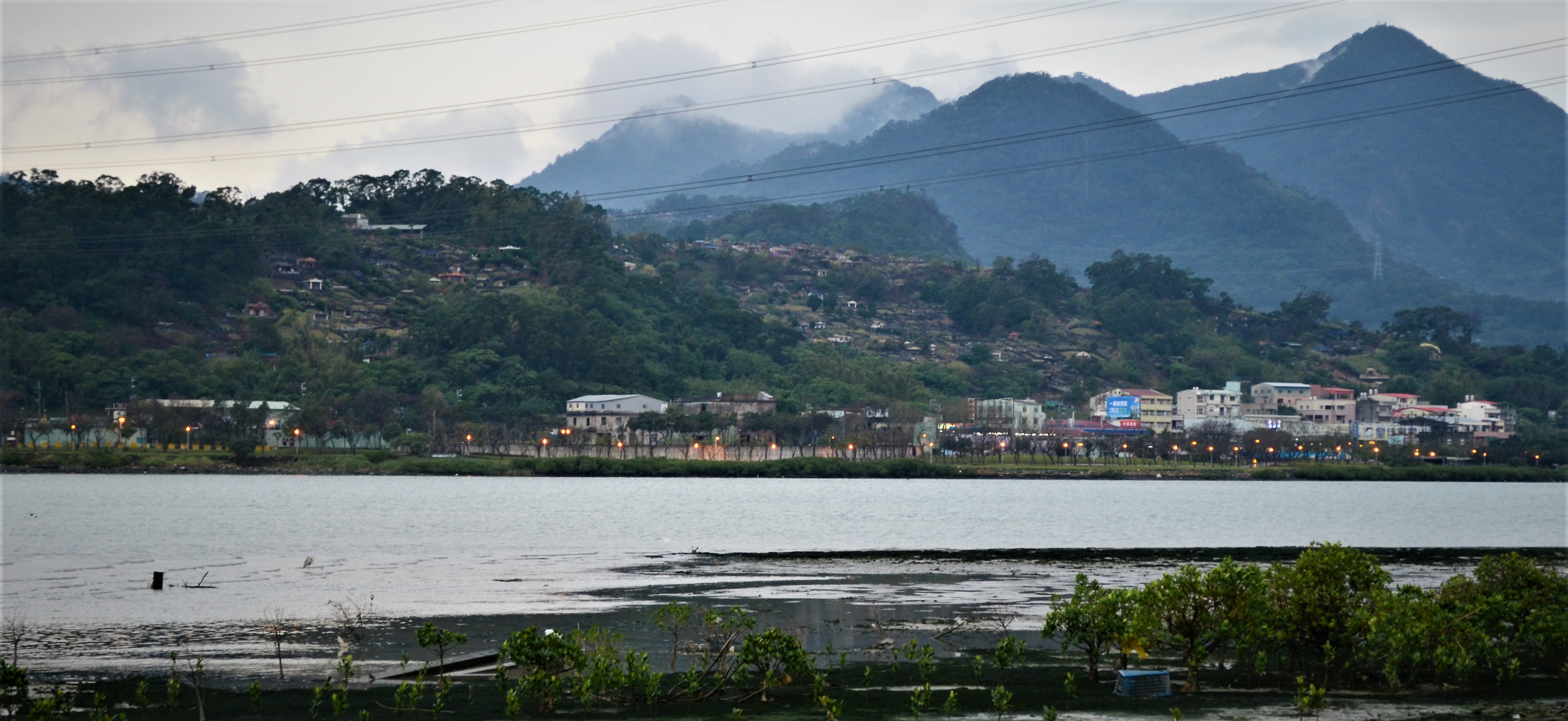
原臺北市關渡自然保留區

約清康熙39年（約西元1700），此區域為一大片水域。約清光緒元年（約1875年）開墾成為農地。
1955年（民國44年）後由於臺北盆地抽取地下水產生地磐下陷的情形，加上基隆河改道，此區域水患頻仍。
1968年（民國57年）修築關渡堤防後，堤防外農地逐漸廢耕，加上淡水河抽砂以及海水入侵，使堤防外區域形成沼澤地。
有傑克·摩爾（Jack Moll）、布雷克喬（K. T. Blackshaw）及威廉·湯瑪士（William Thomas）等3位美國人於1971年（民國60年）開始在臺灣賞鳥並帶動風氣，而關渡宮正前方這片位於淡水河與基隆河交會口右岸的濕地與候鳥棲地便成為賞鳥人士注目的焦點。
1978年（民國67年）水筆仔開始在堤外生長形成紅樹林。
由於人為開發使環境遭到破壞，自1981年（民國70年）4月開始有保育人士臺北賞鳥會張根巽投書臺北市政府要求成立保護區以保護此處豐富的生態環境，受到當時臺北市市長李登輝重視。
1983年（民國72年）9月臺北市政府將關渡堤防以南至社子島頂端的基隆河口兩岸草澤區，公告為「台北市關渡水鳥生態保育區」。
1985年（民國74年）林曜松推動將關渡地區成立結合野鳥保護及教育休閒的「自然公園」概念，在許水德市長任內展開規劃工作。同年10月，由臺北賞鳥會舉辦關渡水鳥季活動讓關渡賞鳥活動成名。
1986年（民國75年）6月27日成立「關渡自然保留區」，由臺北市政府建設局管理。
1986年（民國75年）至1991年（民國80年）間，關渡自然公園的成立進入黑暗期。由於自然公園成立案併入關渡平原開發案遭到民眾反對，加上垃圾、廢土濫倒，輕航機、水上摩托車入侵等自然環境破壞，觀察到的鳥類種類由139種減為47種。
經過臺北市野鳥學會不斷的陳情遊說與催生活動加上例年水鳥季的舉辦推廣民眾對環境保育的認知，直到1996年（民國85年）臺北市政府才成立「關渡自然公園」正式由官方界定保護區範圍以保護自然的濕地淨土並提供作為保育、教育、休閒及研究的場所。

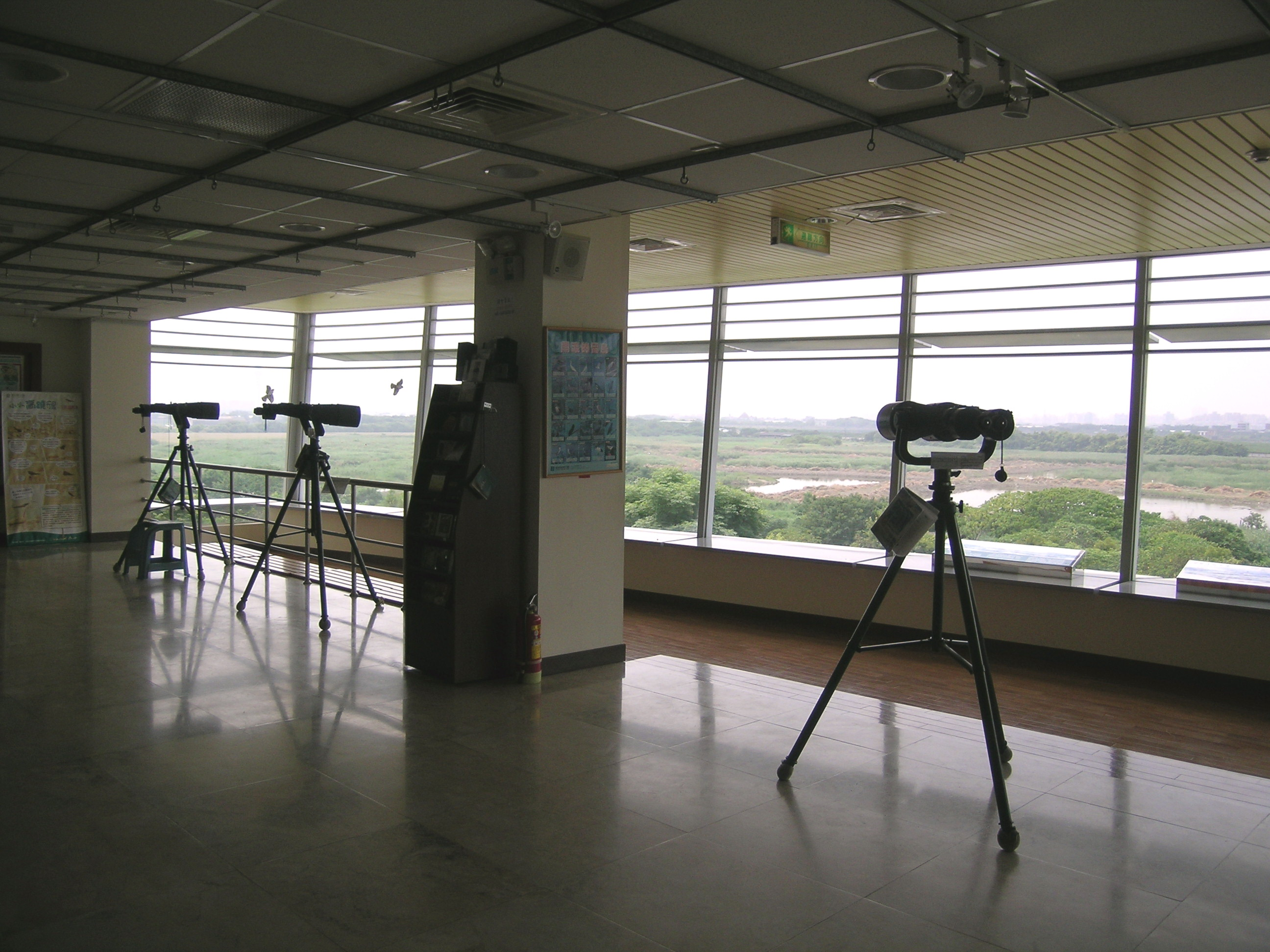
环境教育中心的观鸟平台

2001年12月1日，臺北市政府委由社團法人臺北市野鳥學會2經營管理關渡自然公園。
2002年（民國91年）5月，園區內首次成功繁殖高蹺鴴；同年10月落成親蟹平台，提供欣賞招潮蟹等蟹類的場所；11月成為第一個無線上網的自然公園。
2016年（民國105年）園區因防潮堤阻隔潮汐鹹水進出，水體營養鹽交換率不佳，也造成迴游性生物通路的阻絕，底棲生物相有持續劣化的趨勢。因此自2012年起，關渡自然公園持續與工務局水利工程處協調，有計畫的開啟關渡八仙堤防4號閥門、3號閘門，引入漲潮時的半淡鹹水，增加關渡自然公園濕地的環境多樣性。並在2016年正式進行引水操作。配合植被變化的記錄與底棲生態的變化，已發現引水後濕地的底棲生物多樣性有上升的趨勢，灘地中植被也有被鹹水抑制的情形，顯見引水的工作對關渡自然公園的濕地有正面的影響。
2021年12月，因自然保留區的紅樹林長年擴張與陸化，造成水鳥棲息縮小與恐引發洪患，故臺北市政府向農委會林務局申請解編自然保留區，最終林務局同意解編並將此區改列為「關渡國家級重要濕地」。

## 關渡自然公園範圍
關渡自然公園西為關渡宮及關渡里住宅區，北為大度路，東為下八仙社區，南以關渡堤防與關渡自然保留區為鄰，佔地57公頃，區分為四個區域：
- 主要設施區：位於園區北側，有自然中心、賞鳥小屋、步道及解說系統等設施，佔地5公頃。
  - 自然中心：為生態教育、研究與遊客服務中心。二樓設有高倍望遠鏡提供賞鳥。
  - 海岸林區：展示高鹽環境下，植物保水、抗鹽、繁衍等生態。
  - 河岸生態區：位於貴子坑溪河道，展示河岸兩側開闊地植物生態。
  - 埤塘生態區：展示北臺灣平原中埤塘靜水域與濕生環境生態。
  - 親蟹觀察區：位在水磨坑溪進入關渡水閘門前的緩流地帶，展示感潮河段營養豐富的泥灘地上不同蟹類的洞穴及其有趣的覓食行為。
  - 北部低海拔林區：展示北台灣海拔300公尺以下的闊葉林相的昆蟲生態。
  - 賞鳥小屋：為位在保育核心區北側的隱身用賞鳥小屋，共有4座面向不同方向。
- 保育核心區：佔園區大部份，為園區自然保育的主要場域，不開放遊客進入。
- 戶外觀察區：位於園區南側，為靠近關渡堤防的兩個賞鳥廣場。
- 永續經營區：位於園區東側，為自然生態與人類活動緩衝區。交由簽約農民耕種，提供鳥兒不同的棲息環境。[3]。

## 關渡國家級重要濕地範圍

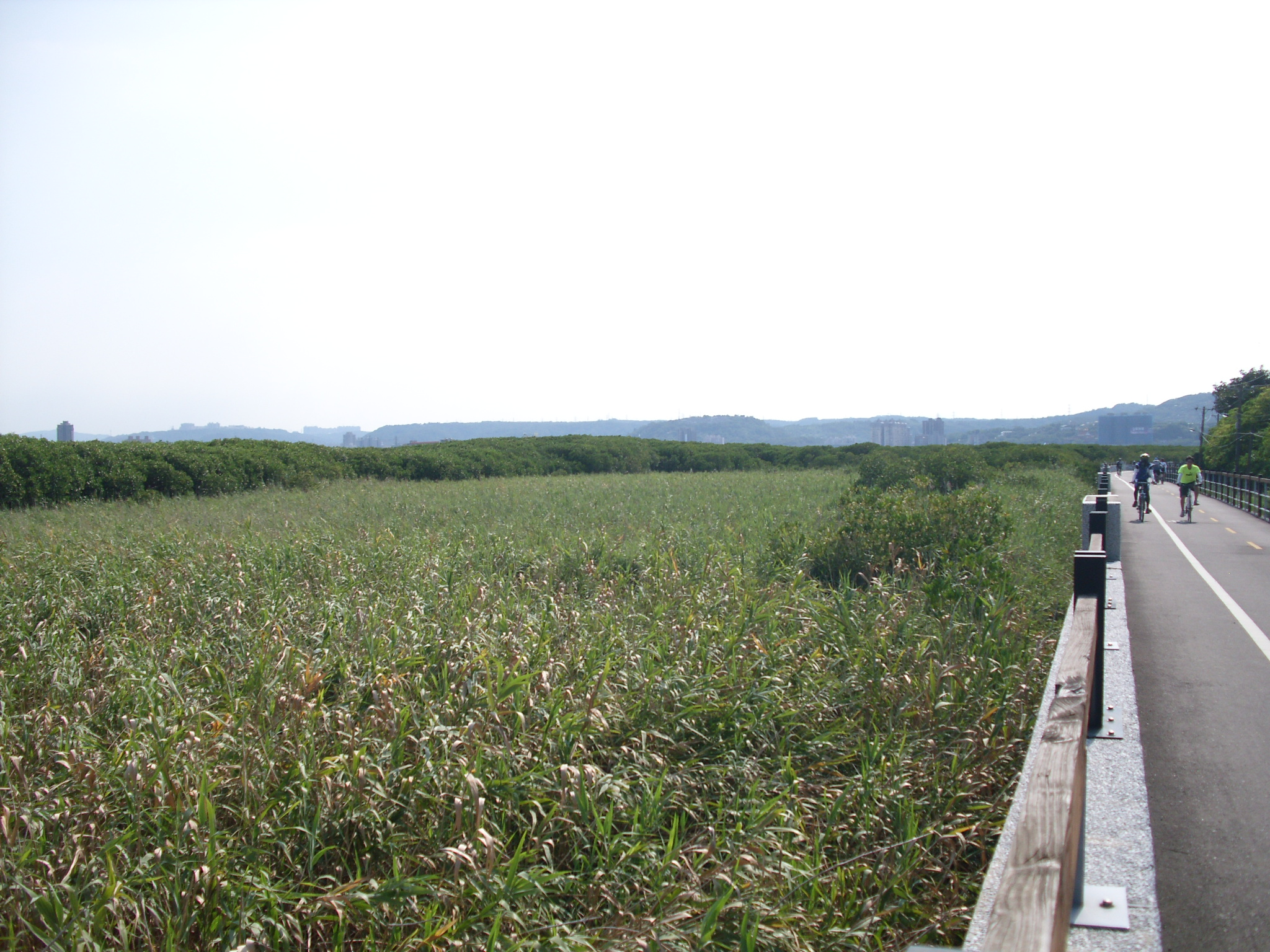
原關渡自然保留區

位在關渡堤防南側的基隆河口沼澤區，面積55公頃，作為水鳥及棲息地保護區。堤防目前為自行車道，南緣另設置步行棧道的鳥類觀察區。沼澤區區分如下：
- 草澤區：早期整個河口沼澤區主要植物為生長在泥灘地上的茳茳鹹草和蘆葦，也因此成為良好的鳥類棲地，但由於紅樹林侵入僅剩東半部為草澤區。
- 樹澤區：由於地層下陷加上海水入侵鹽化，使得水筆仔在此落地生根，現今形成西半部30多公頃的紅樹林景觀。

## 自然環境

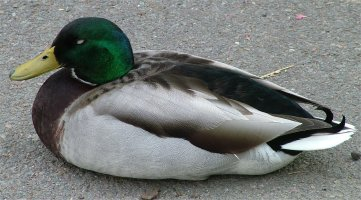
綠頭鴨（Anas platyrhynchos）

關渡平原年均溫約為攝氏22度，最低月均溫約為攝氏15度，最高月均溫約為攝氏28.7度。平均的年總雨量約為2,071公釐。地層屬於現代沖積層，北邊臨近山區的地層則為更新世火山岩（凝灰角礫岩），北投貴子坑一帶為中新世沉積岩。西北緣有金山斷層通過。地勢由北向西南漸低。堤防南半部為沼澤地形，並有許多潮溪。漲潮時草澤大部分被淹沒，而紅樹林僅露出樹冠部分；退潮時則出現大片泥灘地。

## 生態特色
關渡除了是基隆河與淡水河匯流處外，並鄰近淡水河口，使河水與潮汐帶來的營養物質在此聚積。另外，在冬季東北季風盛行時期，北有大屯火山群阻擋強風，因而使得關渡成為自然資源豐富的地方。

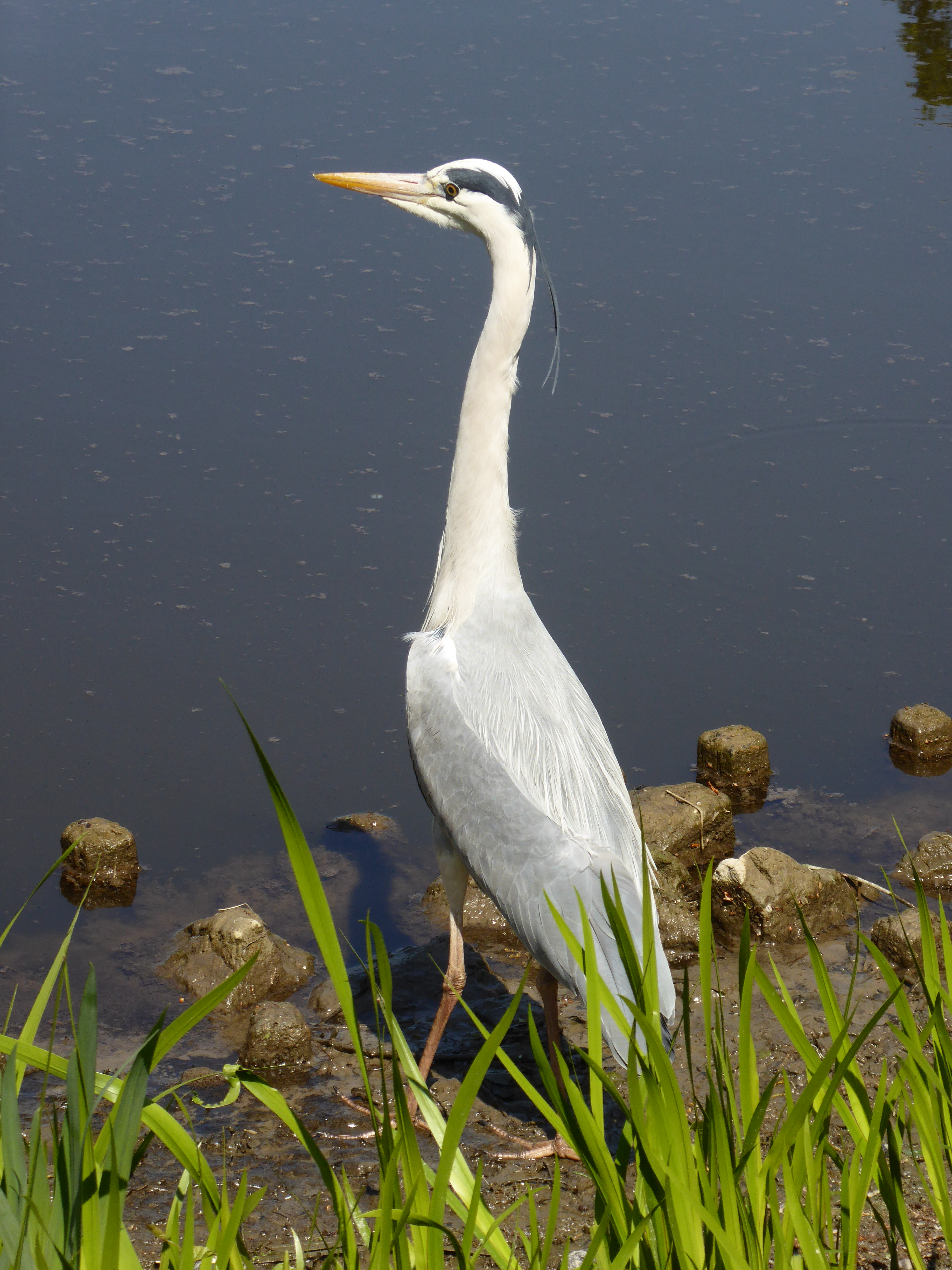
蒼鷺（Ardea cinerea）

### 賞鳥
臺灣為太平洋鳥類遷徙路線的中間站，關渡平原則成為其中的候鳥休息點或渡冬地。
最好的賞鳥時機為秋冬兩季，有各種鷸鴴科、雁鴨科等冬候鳥，在秋季休息再南飛或定居渡冬。到了春季則陸續北返。夏季的夏候鳥主要為燕子。其他常見的留鳥有紅冠水雞、烏秋、鷺鷥、磯鷸及白腹秧雞等等。

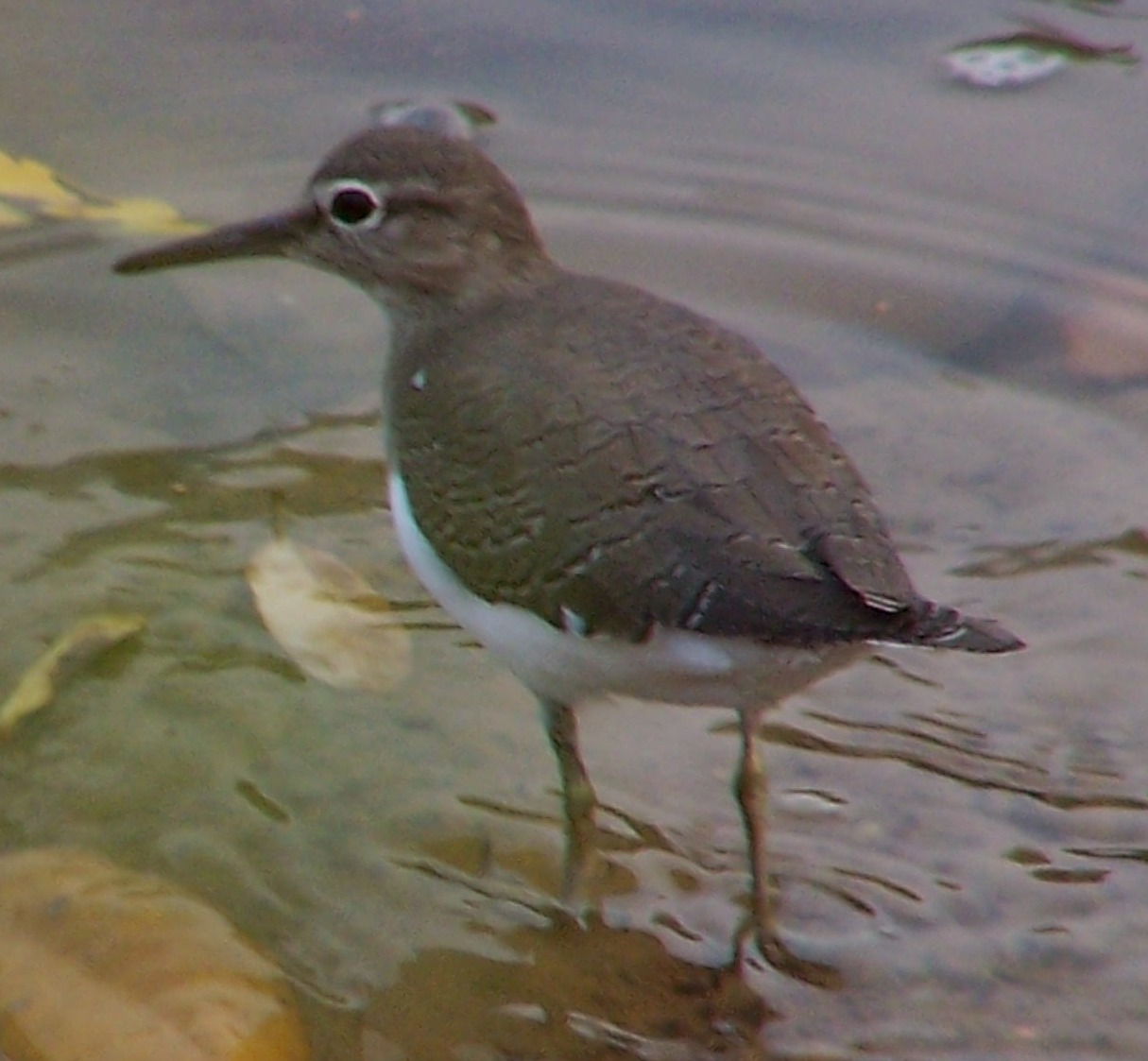
磯鷸（Actitis hypoleucos）

### 紅樹林
在關渡堤防外側為一片由水筆仔（Kandelia candel）所構成的紅樹林純林。水筆仔是臺灣現存4種紅樹林植物中唯一能夠生長在臺灣北部的植物種類。紅樹林植物生長在河海交界、潮汐往返的高鹽濕地。而水筆仔為了適應惡劣的植株環境，演化成奇特的胎生現象，幼株在成株上長出後才如同筆落入水中插入土裡，在泥沼中固定後才發根生長。此外，為抵抗河水、潮水往返生長出許多側支根加強支撐主幹並輔助根部呼吸。臨近的紅樹林還有社子島紅樹林、八里挖仔尾紅樹林、竹圍紅樹林等3處。
除紅樹林樹澤外另有蘆葦（Phragmites communis）草澤共同組成關渡的濕地生態系。但由於水筆仔是強勢的先驅植物，大量產生後代拓展族群後造成蘆葦生長範圍日漸縮小。

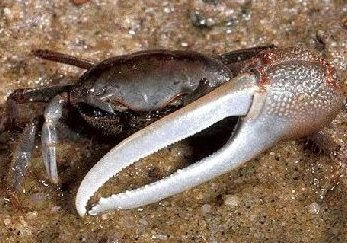
招潮蟹（Uca pugnax）

### 招潮蟹
露出水面的濕地佈滿沙穴，不斷有螃蟹進出。其中，最受注目的是弧邊招潮蟹。公招潮蟹擁有一對大小懸殊的螯且不斷揮舞大螯，因此得名。此外，還有臺灣泥蟹以及角眼拜佛蟹等其他種類的螃蟹。

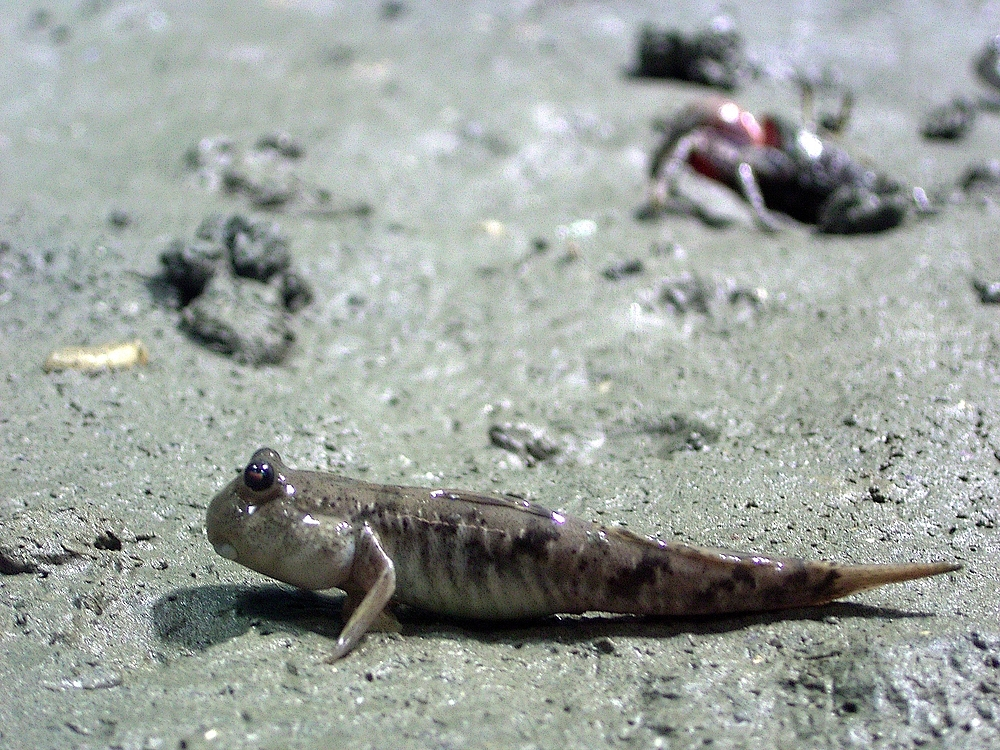
[彈塗魚]（Periophthalmus modestus）

### 彈塗魚
在泥灘地上還有一種會離水彈跳的魚就是彈塗魚，彈塗魚能透過濕潤的皮膚和鰓室中的水份在陸上呼吸，因此能夠適應紅樹林環境。此外，彈塗魚也會在泥下建造洞穴居住。螃蟹和彈塗魚由於同時是鳥類的食物因此在春夏兩季比較活躍。

## 關渡常見生物列表

### 鳥類
關渡地區累積的鳥類紀錄有200多種，絕大部分是冬候鳥或過境鳥，列表如下：
| 目名                        | 科名                         | 中文名     | 學名                          | 保育分類3 | 備註                                                            |
| --------------------------- | ---------------------------- | ---------- | ----------------------------- | --------- | --------------------------------------------------------------- |
| 鸊鷉目（Podicipedidae）     | 鷿鷈科（Podicipedidae）      | 小鷿鷈     | Tachybaptus ruficollis        | -         | -                                                               |
| 鸊鷉目（Podicipedidae）     | 鷿鷈科（Podicipedidae）      | 冠鷿鷈     | Podiceps cristatus            | -         | -                                                               |
| 鸌形目（Procellariiformes） | 鸕鶿科（Phalacrocoracidae）  | 鸕鶿       | Phalacrocorax carbo           | -         | -                                                               |
| 鸛形目（Ciconiiformes）     | 鷺科（Ardeidae）             | 小白鷺     | Egretta garzetta              | -         | -                                                               |
| 鸛形目（Ciconiiformes）     | 鷺科（Ardeidae）             | 唐白鷺     | Egretta eulophotes            | Ⅱ級       | -                                                               |
| 鸛形目（Ciconiiformes）     | 鷺科（Ardeidae）             | 蒼鷺       | Ardea cinerea                 | -         | -                                                               |
| 鸛形目（Ciconiiformes）     | 鷺科（Ardeidae）             | 紫鷺       | Ardea purpurea                | -         | -                                                               |
| 鸛形目（Ciconiiformes）     | 鷺科（Ardeidae）             | 大白鷺     | Casmerodius albus             | -         | -                                                               |
| 鸛形目（Ciconiiformes）     | 鷺科（Ardeidae）             | 中白鷺     | Mesophoyx intermedia          | -         | -                                                               |
| 鸛形目（Ciconiiformes）     | 鷺科（Ardeidae）             | 黃頭鷺     | Bubulcus ibis                 | -         | -                                                               |
| 鸛形目（Ciconiiformes）     | 鷺科（Ardeidae）             | 池鷺       | Ardeola bacchus               | -         | -                                                               |
| 鸛形目（Ciconiiformes）     | 鷺科（Ardeidae）             | 綠簑鷺     | Butorides striatus            | -         | -                                                               |
| 鸛形目（Ciconiiformes）     | 鷺科（Ardeidae）             | 夜鷺       | Nycticorax nycticorax         | -         | -                                                               |
| 鸛形目（Ciconiiformes）     | 鷺科（Ardeidae）             | 黃小鷺     | Ixobrychus sinensis           | -         | -                                                               |
| 鸛形目（Ciconiiformes）     | 鷺科（Ardeidae）             | 栗小鷺     | Ixobrychus cinnamomeus        | -         | -                                                               |
| 鸛形目（Ciconiiformes）     | 鷺科（Ardeidae）             | 大麻鷺     | Botaurus stellaris            | -         | -                                                               |
| 鸛形目（Ciconiiformes）     | 鹮科（Threskiornithidae）    | 黑頭白鹮   | Threskiornis melanocephalus   | -         | -                                                               |
| 鸛形目（Ciconiiformes）     | 鹮科（Threskiornithidae）    | 白琵鷺     | Platalea leucorodia           | -         | -                                                               |
| 鸛形目（Ciconiiformes）     | 鹮科（Threskiornithidae）    | 黑面琵鷺   | Platalea minor                | 冬候鳥    | 多為園方人員發現，首位非園方人員發現者:黃彥閎(於2013/11/18發現) |
| 鸛形目（Ciconiiformes）     | 鸛科（Ciconiidae）           | 東方白鸛   | Ciconia boyciana              | -         | -                                                               |
| 鷸形目（Charadriiformes）   | 燕鴴科（Glareolidae）        | 燕鴴       | Glareola maldivarum           | Ⅱ級       | -                                                               |
| 鷸形目（Charadriiformes）   | 高腳鷸科（Recurvirostridae） | 高蹺鴴     | Himantopus himantopus         | -         | -                                                               |
| 鷸形目（Charadriiformes）   | 高腳鷸科（Recurvirostridae） | 反嘴鴴     | Recurvirostra avosetta        | -         | -                                                               |
| 鷸形目（Charadriiformes）   | 鴴科（Charadriidae）         | 金斑鴴     | Pluvialis fulva               | -         | -                                                               |
| 鷸形目（Charadriiformes）   | 鴴科（Charadriidae）         | 灰斑鴴     | Pluvialis squatarola          | -         | -                                                               |
| 鷸形目（Charadriiformes）   | 鴴科（Charadriidae）         | 環頸鴴     | Charadrius hiaticula          | -         | -                                                               |
| 鷸形目（Charadriiformes）   | 鴴科（Charadriidae）         | 劍鴴       | Charadrius placidus           | -         | -                                                               |
| 鷸形目（Charadriiformes）   | 鴴科（Charadriidae）         | 小環頸鴴   | Charadrius dubius             | -         | -                                                               |
| 鷸形目（Charadriiformes）   | 鴴科（Charadriidae）         | 東方環頸鴴 | Charadrius alexandrinus       | -         | -                                                               |
| 鷸形目（Charadriiformes）   | 鴴科（Charadriidae）         | 蒙古鴴     | Charadrius mongolus           | -         | -                                                               |
| 鷸形目（Charadriiformes）   | 鴴科（Charadriidae）         | 鐵嘴鴴     | Charadrius leschenaultii      | -         | -                                                               |
| 鷸形目（Charadriiformes）   | 鴴科（Charadriidae）         | 小辮鴴     | Vanellus vanellus             | -         | -                                                               |
| 鷸形目（Charadriiformes）   | 鴴科（Charadriidae）         | 跳鴴       | Vanellus cinereus             | -         | -                                                               |
| 鷸形目（Charadriiformes）   | 鷸科（Scolopacidae）         | 大地鷸     | Gallinago hardwickii          | -         | -                                                               |
| 鷸形目（Charadriiformes）   | 鷸科（Scolopacidae）         | 針尾鷸     | Gallinago stenura             | -         | -                                                               |
| 鷸形目（Charadriiformes）   | 鷸科（Scolopacidae）         | 中地鷸     | Gallinago megala              | -         | -                                                               |
| 鷸形目（Charadriiformes）   | 鷸科（Scolopacidae）         | 田鷸       | Gallinago gallinago           | -         | -                                                               |
| 鷸形目（Charadriiformes）   | 鷸科（Scolopacidae）         | 小鷸       | Lymnocryptes minimus          | -         | -                                                               |
| 鷸形目（Charadriiformes）   | 鷸科（Scolopacidae）         | 黑尾鷸     | Limosa limosa                 | -         | -                                                               |
| 鷸形目（Charadriiformes）   | 鷸科（Scolopacidae）         | 斑尾鷸     | Limosa lapponica              | -         | -                                                               |
| 鷸形目（Charadriiformes）   | 鷸科（Scolopacidae）         | 小杓鷸     | Numenius minutus              | -         | -                                                               |
| 鷸形目（Charadriiformes）   | 鷸科（Scolopacidae）         | 中杓鷸     | Numenius phaeopus             | -         | -                                                               |
| 鷸形目（Charadriiformes）   | 鷸科（Scolopacidae）         | 大杓鷸     | Numenius arquata              | -         | -                                                               |
| 鷸形目（Charadriiformes）   | 鷸科（Scolopacidae）         | 黦鷸       | Numenius madagascariensis     | -         | -                                                               |
| 鷸形目（Charadriiformes）   | 鷸科（Scolopacidae）         | 鶴鷸       | Tringa erythropus             | -         | -                                                               |
| 鷸形目（Charadriiformes）   | 鷸科（Scolopacidae）         | 赤足鷸     | Tringa totanus                | -         | -                                                               |
| 鷸形目（Charadriiformes）   | 鷸科（Scolopacidae）         | 小青足鷸   | Tringa stagnatilis            | -         | -                                                               |
| 鷸形目（Charadriiformes）   | 鷸科（Scolopacidae）         | 青足鷸     | Tringa nebularia              | -         | -                                                               |
| 鷸形目（Charadriiformes）   | 鷸科（Scolopacidae）         | 諾氏鷸     | Tringa guttifer               | -         | -                                                               |
| 鷸形目（Charadriiformes）   | 鷸科（Scolopacidae）         | 白腰草鷸   | Tringa ochropus               | -         | -                                                               |
| 鷸形目（Charadriiformes）   | 鷸科（Scolopacidae）         | 鷹斑鷸     | Tringa glareola               | -         | -                                                               |
| 鷸形目（Charadriiformes）   | 鷸科（Scolopacidae）         | 反嘴鷸     | Tringa cinerea                | -         | -                                                               |
| 鷸形目（Charadriiformes）   | 鷸科（Scolopacidae）         | 磯鷸       | Tringa hypoleucos             | -         | -                                                               |
| 鷸形目（Charadriiformes）   | 鷸科（Scolopacidae）         | 黃足鷸     | Tringa brevipes               | -         | -                                                               |
| 鷸形目（Charadriiformes）   | 鷸科（Scolopacidae）         | 美洲黃足鷸 | Tringa incana                 | -         | -                                                               |
| 鷸形目（Charadriiformes）   | 鷸科（Scolopacidae）         | 翻石鷸     | Arenaria interpres            | -         | -                                                               |
| 鷸形目（Charadriiformes）   | 鷸科（Scolopacidae）         | 長嘴半蹼鷸 | Limnodromus scolopaceus       | -         | -                                                               |
| 鷸形目（Charadriiformes）   | 鷸科（Scolopacidae）         | 半蹼鷸     | Limnodromus semipalmatus      | -         | -                                                               |
| 鷸形目（Charadriiformes）   | 鷸科（Scolopacidae）         | 大濱鷸     | Calidris tenuirostris         | -         | -                                                               |
| 鷸形目（Charadriiformes）   | 鷸科（Scolopacidae）         | 紅腹濱鷸   | Calidris canutus              | -         | -                                                               |
| 鷸形目（Charadriiformes）   | 鷸科（Scolopacidae）         | 三趾鷸     | Calidris alba                 | -         | -                                                               |
| 鷸形目（Charadriiformes）   | 鷸科（Scolopacidae）         | 紅胸濱鷸   | Calidris ruficollis           | -         | -                                                               |
| 鷸形目（Charadriiformes）   | 鷸科（Scolopacidae）         | 丹氏濱鷸   | Calidris temminckii           | -         | -                                                               |
| 鷸形目（Charadriiformes）   | 鷸科（Scolopacidae）         | 雲雀鷸     | Calidris subminuta            | -         | -                                                               |
| 鷸形目（Charadriiformes）   | 鷸科（Scolopacidae）         | 尖尾鷸     | Calidris acuminata            | -         | -                                                               |
| 鷸形目（Charadriiformes）   | 鷸科（Scolopacidae）         | 黑腹濱鷸   | Calidris alpina               | -         | -                                                               |
| 鷸形目（Charadriiformes）   | 鷸科（Scolopacidae）         | 彎嘴濱鷸   | Calidris ferruginea           | -         | -                                                               |
| 鷸形目（Charadriiformes）   | 鷸科（Scolopacidae）         | 高蹺濱鷸   | Micropalama himantopus        | -         | -                                                               |
| 鷸形目（Charadriiformes）   | 鷸科（Scolopacidae）         | 黃胸鷸     | Tryngites subruficollis       | -         | -                                                               |
| 鷸形目（Charadriiformes）   | 鷸科（Scolopacidae）         | 勺嘴鹬     | Eurynorhynchus pygmeus        | -         | -                                                               |
| 鷸形目（Charadriiformes）   | 鷸科（Scolopacidae）         | 寬嘴鷸     | Calidris falcinellus          | -         | -                                                               |
| 鷸形目（Charadriiformes）   | 鷸科（Scolopacidae）         | 流蘇鷸     | Philomachus pugnax            | -         | -                                                               |
| 鷸形目（Charadriiformes）   | 鷸科（Scolopacidae）         | 紅領瓣足鷸 | Phalaropus lobatus            | -         | -                                                               |
| 鷸形目（Charadriiformes）   | 鷸科（Scolopacidae）         | 灰瓣足鷸   | Phalaropus fulicaria          | -         | -                                                               |
| 鷸形目（Charadriiformes）   | 彩鷸科（Rostratulidae）      | 彩鷸       | Rostratula benghalensis       | Ⅱ級       | -                                                               |
| 鷸形目（Charadriiformes）   | 水雉科（Jacanidae）          | 水雉       | Hydrophasianus chirurgus      | Ⅱ級       | -                                                               |
| 鷸形目（Charadriiformes）   | 鷗科（Laridae）              | 黑尾鷗     | Larus crassirostris           | -         | -                                                               |
| 鷸形目（Charadriiformes）   | 鷗科（Laridae）              | 黑脊鷗     | Larus argentatus              | -         | -                                                               |
| 鷸形目（Charadriiformes）   | 鷗科（Laridae）              | 紅嘴鷗     | Larus ridibundus              | -         | -                                                               |
| 鷸形目（Charadriiformes）   | 鷗科（Laridae）              | 黑嘴鷗     | Larus saundersi               | -         | -                                                               |
| 鷸形目（Charadriiformes）   | 鷗科（Laridae）              | 鷗嘴燕鷗   | Sterna nilotica               | -         | -                                                               |
| 鷸形目（Charadriiformes）   | 鷗科（Laridae）              | 紅燕鷗     | Sterna dougallii              | -         | -                                                               |
| 鷸形目（Charadriiformes）   | 鷗科（Laridae）              | 蒼燕鷗     | Sterna sumatrana              | Ⅱ級       | -                                                               |
| 鷸形目（Charadriiformes）   | 鷗科（Laridae）              | 燕鷗       | Sterna hirundo                | -         | -                                                               |
| 鷸形目（Charadriiformes）   | 鷗科（Laridae）              | 小燕鷗     | Sterna albifrons              | Ⅱ級       | -                                                               |
| 鷸形目（Charadriiformes）   | 鷗科（Laridae）              | 烏領燕鷗   | Sterna fuscata                | -         | -                                                               |
| 鷸形目（Charadriiformes）   | 鷗科（Laridae）              | 黑腹燕鷗   | Chlidonias hybridus           | -         | -                                                               |
| 鷸形目（Charadriiformes）   | 鷗科（Laridae）              | 白翅黑燕鷗 | Chlidonias leucopterus        | -         | -                                                               |
| 鷸形目（Charadriiformes）   | 鷗科（Laridae）              | 玄燕鷗     | Anous stolidus                | Ⅱ級       | -                                                               |
| 鶴形目（Gruiformes）        | 秧雞科（Rallidae）           | 灰胸秧雞   | Gallirallus striatus          | -         | 臺灣特有亞種                                                    |
| 鶴形目（Gruiformes）        | 秧雞科（Rallidae）           | 秧雞       | Rallus aquaticus              | -         | -                                                               |
| 鶴形目（Gruiformes）        | 秧雞科（Rallidae）           | 白腹秧雞   | Amaurornis phoenicurus        | -         | -                                                               |
| 鶴形目（Gruiformes）        | 秧雞科（Rallidae）           | 小秧雞     | Porzana pusilla               | -         | -                                                               |
| 鶴形目（Gruiformes）        | 秧雞科（Rallidae）           | 緋秧雞     | Porzana fusca                 | -         | -                                                               |
| 鶴形目（Gruiformes）        | 秧雞科（Rallidae）           | 董雞       | Gallicrex cinerea             | -         | -                                                               |
| 鶴形目（Gruiformes）        | 秧雞科（Rallidae）           | 紅冠水雞   | Gallinula chloropus           | -         | -                                                               |
| 鶴形目（Gruiformes）        | 秧雞科（Rallidae）           | 白冠雞     | Fulica atra                   | -         | -                                                               |
| 鶴形目（Gruiformes）        | 三趾鶉科（Turnicidae）       | 棕三趾鶉   | Turnix suscitator             | -         | 臺灣特有亞種                                                    |
| 雁形目（Anseriformes）      | 雁鴨科（Anatidae）           | 鴻雁       | Anser cygnoides               | -         | -                                                               |
| 雁形目（Anseriformes）      | 雁鴨科（Anatidae）           | 豆雁       | Anser fabalis                 | -         | -                                                               |
| 雁形目（Anseriformes）      | 雁鴨科（Anatidae）           | 白額雁     | Anser albifrons               | -         | -                                                               |
| 雁形目（Anseriformes）      | 雁鴨科（Anatidae）           | 瀆鳧       | Tadorna ferruginea            | -         | -                                                               |
| 雁形目（Anseriformes）      | 雁鴨科（Anatidae）           | 花鳧       | Tadorna tadorna               | -         | -                                                               |
| 雁形目（Anseriformes）      | 雁鴨科（Anatidae）           | 赤膀鴨     | Anas strpera                  | -         | -                                                               |
| 雁形目（Anseriformes）      | 雁鴨科（Anatidae）           | 羅文鴨     | Anas falcata                  | -         | -                                                               |
| 雁形目（Anseriformes）      | 雁鴨科（Anatidae）           | 赤頸鴨     | Anas penelope                 | -         | -                                                               |
| 雁形目（Anseriformes）      | 雁鴨科（Anatidae）           | 綠頭鴨     | Anas platyrhynchos            | -         | -                                                               |
| 雁形目（Anseriformes）      | 雁鴨科（Anatidae）           | 花嘴鴨     | Anas poecilorhyncha           | -         | -                                                               |
| 雁形目（Anseriformes）      | 雁鴨科（Anatidae）           | 琵嘴鴨     | Anas clypeata                 | -         | -                                                               |
| 雁形目（Anseriformes）      | 雁鴨科（Anatidae）           | 尖尾鴨     | Anas acuta                    | -         | -                                                               |
| 雁形目（Anseriformes）      | 雁鴨科（Anatidae）           | 白眉鴨     | Anas querquedula              | -         | -                                                               |
| 雁形目（Anseriformes）      | 雁鴨科（Anatidae）           | 巴鴨       | Anas formosa                  | -         | -                                                               |
| 雁形目（Anseriformes）      | 雁鴨科（Anatidae）           | 小水鴨     | Anas crecca                   | -         | -                                                               |
| 雁形目（Anseriformes）      | 雁鴨科（Anatidae）           | 磯雁       | Aythya ferina                 | -         | -                                                               |
| 雁形目（Anseriformes）      | 雁鴨科（Anatidae）           | 澤鳧       | Aythya fuligula               | -         | -                                                               |
| 雁形目（Anseriformes）      | 雁鴨科（Anatidae）           | 鈴鴨       | Aythya marila                 | -         | -                                                               |
| 雞形目（Galliformes）       | 雉科（Phasianidae）          | 竹雞       | Bambusicola thoracica         | -         | 臺灣特有亞種                                                    |
| 雞形目（Galliformes）       | 雉科（Phasianidae）          | 環頸雉     | Phasianus colchicus           | Ⅱ級       | -                                                               |
| 鷹形目（Falconiformes）     | 鷲鷹科（Accipitridae）       | 魚鷹       | Pandion haliaetus             | -         | -                                                               |
| 鷹形目（Falconiformes）     | 鷲鷹科（Accipitridae）       | 黑翅鳶     | Elanus caeruleus              | -         | -                                                               |
| 鷹形目（Falconiformes）     | 鷲鷹科（Accipitridae）       | 東方蜂鷹   | Pernis ptilorhynchus          | -         | -                                                               |
| 鷹形目（Falconiformes）     | 鷲鷹科（Accipitridae）       | 黑鳶       | Milvus migrans                | -         | -                                                               |
| 鷹形目（Falconiformes）     | 鷲鷹科（Accipitridae）       | 白腹海雕   | Haliaeetus leucogaster        | -         | -                                                               |
| 鷹形目（Falconiformes）     | 鷲鷹科（Accipitridae）       | 大冠鷲     | Spilornis cheela              | Ⅱ級       | 臺灣特有亞種                                                    |
| 鷹形目（Falconiformes）     | 鷲鷹科（Accipitridae）       | 東方澤鵟   | Circus spilonotus             | -         | -                                                               |
| 鷹形目（Falconiformes）     | 鷲鷹科（Accipitridae）       | 灰澤鵟     | Circus cyaneus                | -         | -                                                               |
| 鷹形目（Falconiformes）     | 鷲鷹科（Accipitridae）       | 鳳頭蒼鷹   | Accipiter trivirgatus         | Ⅱ級       | 臺灣特有亞種                                                    |
| 鷹形目（Falconiformes）     | 鷲鷹科（Accipitridae）       | 松雀鷹     | Accipiter virgatus            | Ⅱ級       | -                                                               |
| 鷹形目（Falconiformes）     | 鷲鷹科（Accipitridae）       | 北雀鷹     | Accipiter nisus               | -         | -                                                               |
| 鷹形目（Falconiformes）     | 鷲鷹科（Accipitridae）       | 灰面鵟鷹   | Butastur indicus              | Ⅲ級       | -                                                               |
| 鷹形目（Falconiformes）     | 鷲鷹科（Accipitridae）       | 鵟         | Buteo buteo                   | -         | -                                                               |
| 鷹形目（Falconiformes）     | 鷲鷹科（Accipitridae）       | 毛足鵟     | Buteo lagopus                 | -         | -                                                               |
| 鷹形目（Falconiformes）     | 隼科（Falconidae）           | 紅隼       | Falco tinnunculus             | -         | -                                                               |
| 鷹形目（Falconiformes）     | 隼科（Falconidae）           | 灰背隼     | Falco columbarius             | -         | -                                                               |
| 鷹形目（Falconiformes）     | 隼科（Falconidae）           | 遊隼       | Falco peregrinus              | -         | -                                                               |
| 鷹形目（Falconiformes）     | 隼科（Falconidae）           | 紅腳隼     | Falco amurensis               | -         | -                                                               |
| 鴿形目（Columbiformes）     | 鳩鴿科（Columbidae）         | 金背鳩     | Streptopelia orientalis       | -         | -                                                               |
| 鴿形目（Columbiformes）     | 鳩鴿科（Columbidae）         | 斑頸鳩     | Streptopelia chinensis        | -         | -                                                               |
| 鴿形目（Columbiformes）     | 鳩鴿科（Columbidae）         | 紅鳩       | Streptopelia tranquebarica    | -         | -                                                               |
| 雨燕目（Apodiformes）       | 雨燕科（Apodidae）           | 白腰雨燕   | Apus pacificus                | -         | -                                                               |
| 雨燕目（Apodiformes）       | 雨燕科（Apodidae）           | 小雨燕     | Apus nipalensis               | -         | -                                                               |
| 鴷形目（Piciformes）        | 鬚鴷科（Megalaimidae）       | 五色鳥     | Megalaima oorti               | -         | 臺灣特有亞種                                                    |
| 燕雀目（Passeriformes）     | 雲雀科（Alaudidae）          | 小雲雀     | Alauda gulgula                | -         | 臺灣特有亞種                                                    |
| 燕雀目（Passeriformes）     | 燕科（Hirundinidae）         | 灰沙燕     | Riparia riparia               | -         | -                                                               |
| 燕雀目（Passeriformes）     | 燕科（Hirundinidae）         | 棕沙燕     | Riparia paludicola            | -         | -                                                               |
| 燕雀目（Passeriformes）     | 燕科（Hirundinidae）         | 家燕       | Hirundo rustica               | -         | -                                                               |
| 燕雀目（Passeriformes）     | 燕科（Hirundinidae）         | 洋燕       | Hirundo tahitica              | -         | -                                                               |
| 燕雀目（Passeriformes）     | 燕科（Hirundinidae）         | 赤腰燕     | Hirundo striolata             | -         | -                                                               |
| 燕雀目（Passeriformes）     | 鴉科（Corvidae）             | 樹鵲       | Dendrocitta formosae          | -         | -                                                               |
| 燕雀目（Passeriformes）     | 鴉科（Corvidae）             | 喜鵲       | Pica pica                     | Ⅲ級       | -                                                               |
| 燕雀目（Passeriformes）     | 鴉科（Corvidae）             | 台灣藍鵲   | Urocissa caerulea             | -         | 台灣特有種                                                      |
| 燕雀目（Passeriformes）     | 鵯科（Pycnonotidae）         | 白頭翁     | Pycnonotus sinensis           | -         | 臺灣特有亞種                                                    |
| 燕雀目（Passeriformes）     | 鵯科（Pycnonotidae）         | 紅嘴黑鵯   | Hypsipetes madagascariensis   | -         | 臺灣特有亞種                                                    |
| 燕雀目（Passeriformes）     | 扇尾鶯科（Cisticolidae）     | 棕扇尾鶯   | Cisticola juncidis            | -         | -                                                               |
| 燕雀目（Passeriformes）     | 扇尾鶯科（Cisticolidae）     | 黃頭扇尾鶯 | Cisticola exilis              | -         | -                                                               |
| 燕雀目（Passeriformes）     | 扇尾鶯科（Cisticolidae）     | 灰頭鷦鶯   | Prinia flaviventris           | -         | -                                                               |
| 燕雀目（Passeriformes）     | 扇尾鶯科（Cisticolidae）     | 褐頭鷦鶯   | Prinia inornata               | -         | 臺灣特有亞種                                                    |
| 燕雀目（Passeriformes）     | 樹鶯科（Cettiidae）          | 短尾鶯     | Urosphena squameiceps         | -         | -                                                               |
| 燕雀目（Passeriformes）     | 樹鶯科（Cettiidae）          | 日本樹鶯   | Horornis diphone              | -         | -                                                               |
| 燕雀目（Passeriformes）     | 蝗鶯科（Locustellidae）      | 茅斑蝗鶯   | Locustella lanceolata         | -         | -                                                               |
| 燕雀目（Passeriformes）     | 蝗鶯科（Locustellidae）      | 北蝗鶯     | Locustella ochotensis         | -         | -                                                               |
| 燕雀目（Passeriformes）     | 葦鶯科（Acrocephalidae）     | 雙眉葦鶯   | Acrocephalus bistrigiceps     | -         | -                                                               |
| 燕雀目（Passeriformes）     | 葦鶯科（Acrocephalidae）     | 大葦鶯     | Acrocephalus arundinaceus     | -         | -                                                               |
| 燕雀目（Passeriformes）     | 柳鶯科（Phylloscopidae）     | 極北柳鶯   | Phylloscopus borealis         | -         | -                                                               |
| 燕雀目（Passeriformes）     | 柳鶯科（Phylloscopidae）     | 褐色柳鶯   | Phylloscopus fuscatus         | -         | -                                                               |
| 燕雀目（Passeriformes）     | 柳鶯科（Phylloscopidae）     | 黃眉柳鶯   | Phylloscopus inornatus        | -         | -                                                               |
| 燕雀目（Passeriformes）     | 噪眉科（Leiothrichidae）     | 畫眉       | Garrulax canorus              | Ⅱ級       | 臺灣特有種                                                      |
| 燕雀目（Passeriformes）     | 噪眉科（Leiothrichidae）     | 繡眼畫眉   | Alcippe morrisonia            | -         | 臺灣特有亞種                                                    |
| 燕雀目（Passeriformes）     | 畫眉科（Timaliidae）         | 小彎嘴畫眉 | Pomatorhinus musicus          | -         | 臺灣特有種                                                      |
| 燕雀目（Passeriformes）     | 畫眉科（Timaliidae）         | 大彎嘴畫眉 | Megapomatorhinuserythrocnemis | -         | 臺灣特有種                                                      |
| 燕雀目（Passeriformes）     | 畫眉科（Timaliidae）         | 山紅頭     | Cyanoderma ruficeps           | -         | 臺灣特有亞種                                                    |
| 燕雀目（Passeriformes）     | 鸚嘴科（Paradoxornithidae）  | 粉紅鸚嘴   | Sinosuthora webbiana          | -         | 臺灣特有亞種                                                    |
| 燕雀目（Passeriformes）     | 鶇科（Turdidae）             | 白眉鶇     | Turdus obscurus               | -         | -                                                               |
| 燕雀目（Passeriformes）     | 鶇科（Turdidae）             | 白腹鶇     | Turdus pallidus               | -         | -                                                               |
| 燕雀目（Passeriformes）     | 鶇科（Turdidae）             | 赤腹鶇     | Turdus chrysolaus             | -         | -                                                               |
| 燕雀目（Passeriformes）     | 鶇科（Turdidae）             | 斑點鶇     | Turdus naumanni               | -         | -                                                               |
| 燕雀目（Passeriformes）     | 鶲科（Muscicapidae）         | 藍磯鶇     | Monticola solitarius          | -         | -                                                               |
| 燕雀目（Passeriformes）     | 鶲科（Muscicapidae）         | 野鴝       | Luscinia calliope             | -         | -                                                               |
| 燕雀目（Passeriformes）     | 鶲科（Muscicapidae）         | 藍喉鴝     | Luscinia svecica              | -         | -                                                               |
| 燕雀目（Passeriformes）     | 鶲科（Muscicapidae）         | 黃尾鴝     | Phoenicurus auroreus          | -         | -                                                               |
| 燕雀目（Passeriformes）     | 鶲科（Muscicapidae）         | 黑喉鴝     | Saxicola torquata             | -         | -                                                               |
| 燕雀目（Passeriformes）     | 伯勞科（Laniidae）           | 虎紋伯勞   | Lanius tigrinus               | -         | -                                                               |
| 燕雀目（Passeriformes）     | 伯勞科（Laniidae）           | 紅頭伯勞   | Lanius bucephalus             | -         | -                                                               |
| 燕雀目（Passeriformes）     | 伯勞科（Laniidae）           | 紅尾伯勞   | Lanius cristatus              | Ⅲ級       | -                                                               |
| 燕雀目（Passeriformes）     | 伯勞科（Laniidae）           | 棕背伯勞   | Lanius schach                 | -         | 臺灣特有亞種                                                    |
| 燕雀目（Passeriformes）     | 椋鳥科（Sturnidae）          | 絲光椋鳥   | Sturnus sericeus              | -         | -                                                               |
| 燕雀目（Passeriformes）     | 椋鳥科（Sturnidae）          | 北椋鳥     | Sturnus sturninus             | -         | -                                                               |
| 燕雀目（Passeriformes）     | 椋鳥科（Sturnidae）          | 小椋鳥     | Sturnus philippensis          | -         | -                                                               |
| 燕雀目（Passeriformes）     | 椋鳥科（Sturnidae）          | 噪林鳥     | Sturnus sinensis              | -         | -                                                               |
| 燕雀目（Passeriformes）     | 椋鳥科（Sturnidae）          | 灰椋鳥     | Sturnus cineraceus            | -         | -                                                               |
| 燕雀目（Passeriformes）     | 椋鳥科（Sturnidae）          | 八哥       | Acridotheres cristatellus     | -         | 臺灣特有亞種                                                    |
| 燕雀目（Passeriformes）     | 椋鳥科（Sturnidae）          | 白尾八哥   | Acridotheres javanicus        | -         | -籠中逸鳥                                                       |
| 燕雀目（Passeriformes）     | 椋鳥科（Sturnidae）          | 家八哥     | Acridotheres tristis          | -         | -籠中逸鳥                                                       |
| 燕雀目（Passeriformes）     | 椋鳥科（Sturnidae）          | 黑領椋鳥   | Gracupica nigricollis         | -         | -籠中逸鳥                                                       |
| 燕雀目（Passeriformes）     | 繡眼科（Zosteropidae）       | 綠繡眼     | Zosterops japonicus           | -         | -                                                               |
| 燕雀目（Passeriformes）     | 鶺鴒科（Motacillidae）       | 白鶺鴒     | Motacilla alba                | -         | -                                                               |
| 燕雀目（Passeriformes）     | 鶺鴒科（Motacillidae）       | 黃頭鶺鴒   | Motacilla citreola            | -         | -                                                               |
| 燕雀目（Passeriformes）     | 鶺鴒科（Motacillidae）       | 黃鶺鴒     | Motacilla flava               | -         | -                                                               |
| 燕雀目（Passeriformes）     | 鶺鴒科（Motacillidae）       | 灰鶺鴒     | Motacilla cinerea             | -         | -                                                               |
| 燕雀目（Passeriformes）     | 鶺鴒科（Motacillidae）       | 大花鷚     | Anthus richardi               | -         | -                                                               |
| 燕雀目（Passeriformes）     | 鶺鴒科（Motacillidae）       | 樹鷚       | Anthus hodgsoni               | -         | -                                                               |
| 燕雀目（Passeriformes）     | 鶺鴒科（Motacillidae）       | 白背鷚     | Anthus gustavi                | -         | -                                                               |
| 燕雀目（Passeriformes）     | 鶺鴒科（Motacillidae）       | 赤喉鷚     | Anthus cervinus               | -         | -                                                               |
| 燕雀目（Passeriformes）     | 梅花雀科（Motacillidae）     | 白腰文鳥   | Lonchura striata              | -         | -                                                               |
| 燕雀目（Passeriformes）     | 梅花雀科（Motacillidae）     | 斑文鳥     | Lonchura punctulata           | -         | -                                                               |
| 燕雀目（Passeriformes）     | 梅花雀科（Motacillidae）     | 黑頭文鳥   | Lonchura malacca              | -         | -                                                               |
| 燕雀目（Passeriformes）     | 卷尾科（Dicruidae）          | 大卷尾     | Dicrurus macrocercus          | -         | 臺灣特有亞種                                                    |
| 燕雀目（Passeriformes）     | 麻雀科（Fringillidae）       | 麻雀       | Passer montanus               | -         | -                                                               |
| 燕雀目（Passeriformes）     | 雀科（Fringillidae）         | 花雀       | Fringilla montifringilla      | -         | -                                                               |
| 燕雀目（Passeriformes）     | 雀科（Fringillidae）         | 金翅雀     | Carduelis sinica              | -         | -                                                               |
| 燕雀目（Passeriformes）     | 雀科（Fringillidae）         | 臘嘴雀     | Coccothraustes coccothraustes | -         | -                                                               |
| 燕雀目（Passeriformes）     | 雀科（Fringillidae）         | 小桑鳲     | Eophona migratoria            | -         | -                                                               |
| 燕雀目（Passeriformes）     | 鵐科（Emberizidae）          | 冠鵐       | Melophus lathami              | -         | -                                                               |
| 燕雀目（Passeriformes）     | 鵐科（Emberizidae）          | 白眉鵐     | Emberiza tristrami            | -         | -                                                               |
| 燕雀目（Passeriformes）     | 鵐科（Emberizidae）          | 赤胸鵐     | Emberiza fucata               | -         | -                                                               |
| 燕雀目（Passeriformes）     | 鵐科（Emberizidae）          | 小鵐       | Emberiza pusilla              | -         | -                                                               |
| 燕雀目（Passeriformes）     | 鵐科（Emberizidae）          | 田鵐       | Emberiza rustica              | -         | -                                                               |
| 燕雀目（Passeriformes）     | 鵐科（Emberizidae）          | 黃喉鵐     | Emberiza elegans              | -         | -                                                               |
| 燕雀目（Passeriformes）     | 鵐科（Emberizidae）          | 金鵐       | Emberiza aureola              | -         | -                                                               |
| 燕雀目（Passeriformes）     | 鵐科（Emberizidae）          | 野鵐       | Emberiza sulphurata           | -         | -                                                               |
| 燕雀目（Passeriformes）     | 鵐科（Emberizidae）          | 黑臉鵐     | Emberiza spodocephala         | -         | -                                                               |
| 佛法僧目（Coraciiformes）   | 翠鳥科（Alcedinidae）        | 翠鳥       | Alcedo atthis                 | -         | -                                                               |
| 佛法僧目（Coraciiformes）   | 翠鳥科（Alcedinidae）        | 蒼翡翠     | Halcyon smyrnensis            | -         | -                                                               |
| 鵑形目（Cuculiformes）      | 杜鵑科（Cuculidae）          | 鷹鵑       | Cuculus sparverioides         | -         | -                                                               |
| 鵑形目（Cuculiformes）      | 杜鵑科（Cuculidae）          | 番鵑       | Centropus bengalensis         | -         | -                                                               |

### 哺乳類

#### 食蟲目
- 尖鼠科（Soricidae）
  - 臭鼩 Suncus murinus 別名：家鼩、錢鼠
  - 小麝鼩鼱 Crocidura suaveolens 別名：小麝鼩、台灣小麝鼩，為臺灣特有亞種。

#### 嚙齒目
- 鼠科（Muridae）
  - 溝鼠 Rattus norvegicus 別名：褐鼠
  - 小黃腹鼠 Rattu losea
  - 巢鼠 Micromys minutus
  - 田鼷鼠 Mus formosanus 別名：月鼠，為臺灣特有種。
  - 赤背條鼠 Apodemus agrarius

#### 食肉目
- 貂科（Mustelidae） - 華南鼬 Mustela sibirica 別名：黃鼠狼、黃鼬、竹竿狸，為臺灣特有亞種。

#### 翼手目
- 蝙蝠科（Vespertilionidae） - 東亞家蝠 Pipistrellus abramus
- 葉鼻蝠科（Hipposideridae） - 臺灣葉鼻蝠 Hipposideros terasensis：為臺灣特有種。

### 爬蟲類

#### 有鱗目
- 守宮科（Gekkonidae） - 守宮 Gekko hokouensis 別名：鉛山壁虎、多疣壁虎或是善蟲（台語）
- 飛蜥科（Agamidae）- 斯文豪氏攀蜥 Japalura swinhonis 別名：竹虎、肚定（台語），為臺灣特有種。
- 石龍子科（Scincidae） - 印度蜓蜥 Sphenomorpbus indicus 別名：蝘蜓、肥豬（台語）、銅蜓蜥
- 黃頷蛇科（Colubridae）
  - 臭青公 Elaphe carinata 別名：王錦蛇、臭青母、臭黃蟒、稜鱗錦蛇
  - 赤背松柏根 Oligodon formosanus 別名：台灣小頭蛇、花秤桿蛇

#### 龜鱉目
- 澤龜科（Emydidae）
  - 柴棺龜 Mauremys mutica 別名：黃龜、黃喉擬水龜、水龜，為保育類Ⅱ級。
  - 巴西龜 Trachemy scripta 別名：紅耳泥龜，為引進種。
- 鱉科（Trionychidae） - 鱉 Pelodiscus sinensis

### 兩棲類
- 蟾蜍科（Bufonidae）
  - 黑眶蟾蜍 Duttaphrynus melanostictus
- 叉舌蛙科（Dicroglossidae）
  - 澤蛙 Fejervarya limnocharis
  - 虎皮蛙 Hoplobatrachus rugulosus
- 狹口蛙科（Microhylidae）
  - 小雨蛙 Microhyla fissipes
- 赤蛙科（Raniidae）
  - 貢德氏赤蛙 Hylarana guentheri
  - 拉都希氏赤蛙 Hylarana latouchii
  - 長腳赤蛙 Rana longicrus - IUCN易危物種
- 樹蛙科（Rhacophoridae）
  - 面天樹蛙 Kurixalus idiootocus - 特有種
  - 斑腿樹蛙 Polypedates megacephalus - 外來入侵種

### 魚類
- 鰕虎科（Gobiidae）
  - 彈塗魚 Periophthalmus cantonensis 又名泥猴、石貼仔
  - 大彈塗魚 Boleophthalmus pectinirostris 又名花跳、星點塗魚
- 魚參科（Carangidae） - 六帶魚參 Caranx sexfasciatus 俗稱甘仔魚、蛙仔魚
- 大眼海鰱科（Megalopidae） - 大眼海鰱 Megalops cyprinoides 俗稱海鰱仔
- 慈鯛科（Cichlidae） - 吳郭魚 Oreochromis spp. 俗稱南陽鯽
- 雞魚科（Teraponidae） - 花身雞魚 Terapon jarbua 俗稱花身仔

### 無脊椎動物
- 簾蛤科 - 文蛤 Meretrix lusoria
- 海蜷科 - 燒酒海蜷 Batillaria zonalis
- 玉黍螺科 - 粗紋玉黍螺 Littorina scabra
- 蘋果蝸牛科 - 福壽螺 Pomacea canaliculata 俗稱金寶螺、蘋果螺
- 非洲大蝸牛科 - 非洲大蝸牛 Achatina fulica

### 蟹類
- 沙蟹科
  - 清白招潮蟹 Uca lactea  別稱：白扇招潮蟹
  - 網紋招潮蟹 Uca arcuata 別稱：弧邊招潮蟹
  - 北方呼喚招潮蟹 Uca vocans borealis 別稱：凹指招潮、黃螯招潮
  - 臺灣泥蟹 Ilyoplax formosensis
- 方蟹科
  - 臺灣厚蟹 Helice formosensis 別稱：青蟹
  - 雙齒近相手蟹 Perisesarma bidens

### 植物
- 紅樹科 - 水筆仔 Kandelia candel
- 禾本科
  - 蘆葦 Phragmites communis
  - 五節芒 Miscanthus floridulus
- 莎草科 - 茳茳鹹草 Cyperus malaccensis
- 桑科
  - 小葉桑 Morus australis
  - 構樹 Broussonetia papyrifera
  - 葎草 Humulus scandens
- 大戟科
  - 血桐 Macaranga tanarius
  - 白匏仔 Mallotus paniculatus
- 錦葵科 - 黃槿 Hibiscus tiliaceus
- 茄科 - 大花曼陀羅 Datura suaveolens
- 莧科 - 刺莧 Amaranthus spinosus
- 菊科
  - 紫花藿香薊 Ageratum houstonianum
  - 苦滇菜 Sonchus oleraceus
  - 大花鬼針 Bidens pilosa
  - 紫背草 Emilia sonchifolia
- 馬鞭草科 - 馬纓丹 Lantana camara
- 蓼科 - 火炭母草 Polygonum chinense
- 豆科 - 印度田菁 Sesbania sesban
- 紫茉莉科 - 紫茉莉 Mirabilis jalapa
- 香蒲科 - 水燭 Typha angustifolia

## 外部連結
- 關渡自然公園全球資訊網 （页面存档备份，存于）
- 關渡自然公園地圖 （页面存档备份，存于） - UrMap你的地圖網
- 關渡自然公園地圖 （页面存档备份，存于） - Google Maps
- 行政院農業委員會特有生物研究保育中心 （页面存档备份，存于）
- 台灣大學動物博物館鳥類資料庫 （页面存档备份，存于）
- 關渡自然公園  臺北旅遊網 （页面存档备份，存于）
- 關渡水岸公園  臺北旅遊網 （页面存档备份，存于）
- 農委會林務局-關渡自然保留區 （页面存档备份，存于）
- 關渡自然公園-交通部觀光局 （页面存档备份，存于）
- 關渡自然公園的Facebook專頁
- YouTube上的關渡自然公園頻道